# Lista över matchresultat i Elitserien i ishockey 1987/1988
Lista över matchresultat i grundserien av Elitserien i ishockey 1987/1988. Ligan inleddes den 29 september 1987 och avslutades 24 mars 1988.

## Slutställning
Grundserien
| Nr | Lag                | S  | V  | O | F  | GM  | IM  | MS  | P  |
| -- | ------------------ | -- | -- | - | -- | --- | --- | --- | -- |
| 1  | Djurgårdens IF     | 22 | 18 | 0 | 4  | 109 | 49  | +60 | 36 |
| 2  | IF Björklöven (RM) | 22 | 14 | 2 | 6  | 84  | 73  | +11 | 30 |
| 3  | Modo               | 22 | 11 | 6 | 5  | 82  | 66  | +16 | 28 |
| 4  | Färjestad BK       | 22 | 10 | 4 | 8  | 101 | 77  | +24 | 24 |
| 5  | Brynäs IF          | 22 | 10 | 3 | 9  | 79  | 73  | +6  | 23 |
| 6  | Leksands IF        | 22 | 10 | 2 | 10 | 73  | 83  | −10 | 22 |
| 7  | Luleå HF           | 22 | 10 | 1 | 11 | 88  | 95  | −7  | 21 |
| 8  | Södertälje SK      | 22 | 9  | 2 | 11 | 70  | 80  | −10 | 20 |
| 9  | HV71               | 22 | 9  | 2 | 11 | 83  | 97  | −14 | 20 |
| 10 | AIK                | 22 | 8  | 3 | 11 | 64  | 68  | −4  | 19 |
| 11 | Skellefteå HC      | 22 | 8  | 2 | 12 | 78  | 91  | −13 | 18 |
| 12 | Väsby IK           | 22 | 1  | 1 | 20 | 58  | 117 | −59 | 3  |

Fortsättningsserien
| Nr | Lag                | S  | V  | O | F  | GM  | IM  | MS  | P  |
| -- | ------------------ | -- | -- | - | -- | --- | --- | --- | -- |
| 1  | Djurgårdens IF     | 40 | 27 | 2 | 11 | 193 | 116 | +77 | 56 |
| 2  | IF Björklöven (RM) | 40 | 23 | 3 | 14 | 144 | 138 | +6  | 49 |
| 3  | Leksands IF        | 40 | 22 | 3 | 15 | 147 | 149 | −2  | 47 |
| 4  | Södertälje SK      | 40 | 21 | 2 | 17 | 153 | 143 | +10 | 44 |
| 5  | Modo               | 40 | 18 | 7 | 15 | 146 | 141 | +5  | 43 |
| 6  | Färjestad BK       | 40 | 17 | 6 | 17 | 167 | 143 | +24 | 40 |
| 7  | HV71               | 40 | 17 | 5 | 18 | 149 | 188 | −39 | 39 |
| 8  | AIK                | 40 | 17 | 4 | 19 | 142 | 139 | +3  | 38 |
| 9  | Luleå HF           | 40 | 17 | 4 | 19 | 154 | 160 | −6  | 38 |
| 10 | Brynäs IF          | 40 | 11 | 7 | 22 | 125 | 153 | −28 | 29 |

## Matcher

### Grundserien
| Datum Match Resultat Publik Spelplan Omgång 1 - 29 september 1987 Leksands IF-Färjestads BK 5-4 (2-0, 3-1, 0-3) 5081 Leksands Isstadion - 29 september 1987 Södertälje SK-HV 71 4-3 (0-1, 2-1, 2-1) 4637 Scaniarinken - 29 september 1987 AIK-Modo Hockey 4-4 (1-1, 2-2, 1-1) 6439 Johanneshovs Isstadion - 29 september 1987 Skellefteå AIK-Luleå HF 8-3 (1-2, 4-0, 3-1) 4980 Skellefteå isstadion - 29 september 1987 IF Björklöven-Djurgårdens IF 5-4 (2-1, 2-2, 1-1) 3972 Umeå ishall - 29 september 1987 Brynäs IF-Väsby IK 1-1 (0-0, 1-0, 0-1) 5777 Gavlerinken Omgång 2 - 1 oktober 1987 Väsby IK-IF Björklöven 2-3 (1-2, 0-1, 1-0) 3683 Vilundaparkens Ishall - 1 oktober 1987 Djurgårdens IF-Skellefteå AIK 6-0 (1-0, 1-0, 4-0) 4231 Johanneshovs Isstadion - 1 oktober 1987 Luleå HF-AIK 0-4 (0-0, 0-2, 0-2) 5007 Delfinen - 1 oktober 1987 Modo Hockey-Södertälje SK 5-3 (2-2, 1-0, 2-1) 3994 Kempehallen - 1 oktober 1987 HV 71-Leksands IF 8-3 (4-1, 1-1, 3-1) 4140 Rosenlundshallen - 1 oktober 1987 Färjestads BK-Brynäs IF 5-0 (2-0, 2-0, 1-0) 4205 Färjestads Ishall Omgång 3 - 4 oktober 1987 Leksands IF-Modo Hockey 2-2 (0-0, 1-1, 1-1) 3730 Leksands Isstadion - 4 oktober 1987 Södertälje SK-Luleå HF 4-5 (1-2, 2-0, 1-3) 4139 Scaniarinken - 4 oktober 1987 AIK-Djurgårdens IF 2-5 (0-1, 1-2, 1-2) 10124 Johanneshovs Isstadion - 4 oktober 1987 Skellefteå AIK-Väsby IK 4-3 (2-1, 0-1, 2-1) 4150 Skellefteå isstadion - 4 oktober 1987 IF Björklöven-Brynäs IF 5-4 (1-1, 2-2, 2-1) 3398 Umeå ishall - 4 oktober 1987 HV 71-Färjestads BK 5-5 (2-2, 2-3, 1-0) 4181 Rosenlundshallen Omgång 4 - 8 oktober 1987 Brynäs IF-Skellefteå AIK 5-2 (2-0, 2-0, 1-2) 3803 Gavlerinken - 8 oktober 1987 Väsby IK-AIK 0-2 (0-0, 0-2, 0-0) 3471 Vilundaparkens Ishall - 8 oktober 1987 Djurgårdens IF-Södertälje SK 6-4 (1-1, 2-1, 3-2) 6572 Johanneshovs Isstadion - 8 oktober 1987 Luleå HF-Leksands IF 6-3 (1-2, 2-0, 3-1) 4887 Delfinen - 8 oktober 1987 Modo Hockey-HV 71 6-0 (2-0, 2-0, 2-0) 4350 Kempehallen - 8 oktober 1987 Färjestads BK-IF Björklöven 8-2 (1-0, 4-0, 3-2) 4586 Färjestads Ishall Omgång 5 - 11 oktober 1987 Leksands IF-Djurgårdens IF 2-3 (0-0, 1-0, 1-3) 4660 Leksands Isstadion - 11 oktober 1987 Södertälje SK-Väsby IK 3-2 (1-1, 0-1, 2-0) 4468 Scaniarinken - 11 oktober 1987 AIK-Brynäs IF 1-2 (1-0, 0-1, 0-1) 5303 Johanneshovs Isstadion - 11 oktober 1987 Skellefteå AIK-IF Björklöven 1-5 (0-1, 1-0, 0-4) 5200 Skellefteå isstadion - 11 oktober 1987 Modo Hockey-Färjestads BK 2-2 (1-0, 1-1, 0-1) 5219 Kempehallen - 11 oktober 1987 HV 71-Luleå HF 6-5 (2-1, 2-2, 2-2) 4180 Rosenlundshallen Omgång 6 - 15 oktober 1987 IF Björklöven-AIK 4-7 (0-3, 1-2, 3-2) 3788 Umeå ishall - 15 oktober 1987 Brynäs IF-Södertälje SK 5-2 (5-0, 0-2, 0-0) 4376 Gavlerinken - 15 oktober 1987 Väsby IK-Leksands IF 2-3 (0-1, 1-2, 1-0) 3347 Vilundaparkens Ishall - 15 oktober 1987 Djurgårdens IF-HV 71 4-2 (1-1, 1-1, 2-0) 5776 Johanneshovs Isstadion - 15 oktober 1987 Luleå HF-Modo Hockey 2-6 (0-3, 0-1, 2-2) 5147 Delfinen - 15 oktober 1987 Färjestads BK-Skellefteå AIK 6-4 (1-1, 3-3, 2-0) 3840 Färjestads Ishall Omgång 7 - 18 oktober 1987 Leksands IF-Brynäs IF 4-3 (2-1, 0-0, 2-2) 5809 Leksands Isstadion - 18 oktober 1987 Södertälje SK-IF Björklöven 2-3 (1-0, 0-1, 1-2) 4539 Scaniarinken - 18 oktober 1987 AIK-Skellefteå AIK 1-2 (0-1, 1-1, 0-0) 4634 Johanneshovs Isstadion - 18 oktober 1987 Luleå HF-Färjestads BK 3-5 (1-2, 1-2, 1-1) 4912 Delfinen - 18 oktober 1987 Modo Hockey-Djurgårdens IF 4-3 (0-0, 1-1, 3-2) 6040 Kempehallen - 18 oktober 1987 HV 71-Väsby IK 10-5 (2-1, 5-2, 3-2) 4063 Rosenlundshallen Omgång 8 - 22 oktober 1987 Skellefteå AIK-Södertälje SK 3-4 (1-0, 1-3, 1-1) 3639 Skellefteå isstadion - 22 oktober 1987 IF Björklöven-Leksands IF 5-2 (0-0, 3-1, 2-1) 3449 Umeå ishall - 22 oktober 1987 Brynäs IF-HV 71 6-3 (2-0, 1-2, 3-1) 4085 Gavlerinken - 22 oktober 1987 Väsby IK-Modo Hockey 6-3 (5-1, 1-0, 0-2) 2872 Vilundaparkens Ishall - 22 oktober 1987 Djurgårdens IF-Luleå HF 5-1 (1-1, 3-0, 1-0) 6432 Johanneshovs Isstadion - 22 oktober 1987 Färjestads BK-AIK 4-0 (1-0, 1-0, 2-0) 5287 Färjestads Ishall Omgång 9 - 25 oktober 1987 Leksands IF-Skellefteå AIK 8-4 (1-2, 4-0, 3-2) 4075 Leksands Isstadion - 25 oktober 1987 Södertälje SK-AIK 0-3 (0-1, 0-2, 0-0) 6839 Scaniarinken - 25 oktober 1987 Djurgårdens IF-Färjestads BK 5-2 (1-1, 3-0, 1-1) 8132 Johanneshovs Isstadion - 25 oktober 1987 Luleå HF-Väsby IK 7-2 (1-1, 2-1, 4-0) 4991 Delfinen - 25 oktober 1987 Modo Hockey-Brynäs IF 4-1 (3-0, 0-0, 1-1) 4955 Kempehallen - 25 oktober 1987 HV 71-IF Björklöven 1-2 (0-0, 1-1, 0-1) 4739 Rosenlundshallen Omgång 10 - 29 oktober 1987 AIK-Leksands IF 6-1 (2-0, 1-1, 3-0) 5347 Johanneshovs Isstadion - 29 oktober 1987 Skellefteå AIK-HV 71 6-2 (3-0, 2-0, 1-2) 2313 Skellefteå isstadion - 29 oktober 1987 IF Björklöven-Modo Hockey 2-1 (1-0, 0-1, 1-0) 4665 Umeå ishall - 29 oktober 1987 Brynäs IF-Luleå HF 8-5 (2-2, 6-2, 0-1) 3325 Gavlerinken - 29 oktober 1987 Väsby IK-Djurgårdens IF 1-5 (0-1, 0-2, 1-2) 3225 Vilundaparkens Ishall - 29 oktober 1987 Färjestads BK-Södertälje SK 4-4 (2-1, 2-1, 0-2) 4165 Färjestads Ishall Omgång 11 - 1 november 1987 Leksands IF-Södertälje SK 6-2 (2-1, 2-0, 2-1) 4974 Leksands Isstadion - 1 november 1987 Väsby IK-Färjestads BK 3-4 (0-1, 2-1, 1-2) 2413 Vilundaparkens Ishall - 1 november 1987 Djurgårdens IF-Brynäs IF 4-1 (3-1, 1-0, 0-0) 7662 Johanneshovs Isstadion - 1 november 1987 Luleå HF-IF Björklöven 4-4 (2-3, 2-1, 0-0) 5016 Delfinen - 1 november 1987 Modo Hockey-Skellefteå AIK 4-4 (2-1, 2-1, 0-2) 4715 Kempehallen - 1 november 1987 HV 71-AIK 5-3 (4-1, 0-0, 1-2) 4523 Rosenlundshallen | Omgång 12 - 5 november 1987 Södertälje SK-Leksands IF 5-4 (3-1, 1-1, 1-2) 4696 Scaniarinken - 5 november 1987 AIK-HV 71 4-0 (2-0, 1-0, 1-0) 4854 Johanneshovs Isstadion - 5 november 1987 Skellefteå AIK-Modo Hockey 8-4 (3-0, 2-1, 3-3) 4177 Skellefteå isstadion - 5 november 1987 IF Björklöven-Luleå HF 4-3 (1-0, 2-1, 1-2) 4217 Umeå ishall - 5 november 1987 Brynäs IF-Djurgårdens IF 3-6 (1-1, 1-2, 1-3) 6477 Gavlerinken - 5 november 1987 Färjestads BK-Väsby IK 9-2 (5-0, 2-2, 2-0) 4048 Färjestads Ishall Omgång 13 - 8 november 1987 Väsby IK-Brynäs IF 6-7 (0-0, 3-2, 3-5) 2442 Vilundaparkens Ishall - 8 november 1987 Djurgårdens IF-IF Björklöven 4-1 (0-0, 3-1, 1-0) 8242 Johanneshovs Isstadion - 8 november 1987 Luleå HF-Skellefteå AIK 5-6 (1-3, 2-2, 2-1) 5178 Delfinen - 8 november 1987 Modo Hockey-AIK 2-2 (0-1, 0-1, 2-0) 4158 Kempehallen - 8 november 1987 HV 71-Södertälje SK 1-2 (0-2, 0-0, 1-0) 4218 Rosenlundshallen - 8 november 1987 Färjestads BK-Leksands IF 3-4 (1-3, 0-1, 2-0) 4288 Färjestads Ishall Omgång 14 - 12 november 1987 Leksands IF-HV 71 3-5 (1-0, 1-2, 1-3) 2822 Leksands Isstadion - 12 november 1987 Södertälje SK-Modo Hockey 3-5 (1-3, 0-2, 2-0) 2841 Scaniarinken - 12 november 1987 AIK-Luleå HF 2-6 (1-3, 1-1, 0-2) 3464 Johanneshovs Isstadion - 12 november 1987 Skellefteå AIK-Djurgårdens IF 2-4 (0-1, 2-2, 0-1) 3224 Skellefteå isstadion - 12 november 1987 IF Björklöven-Väsby IK 5-1 (2-1, 2-0, 1-0) 2743 Umeå ishall - 12 november 1987 Brynäs IF-Färjestads BK 2-3 (1-0, 0-1, 1-2) 3054 Gavlerinken Omgång 15 - 15 november 1987 Brynäs IF-IF Björklöven 4-2 (0-2, 2-0, 2-0) 5429 Gavlerinken - 15 november 1987 Väsby IK-Skellefteå AIK 5-9 (2-1, 1-4, 2-4) 2183 Vilundaparkens Ishall - 15 november 1987 Djurgårdens IF-AIK 4-3 (1-0, 2-3, 1-0) 10128 Johanneshovs Isstadion - 15 november 1987 Luleå HF-Södertälje SK 6-3 (1-1, 1-0, 4-2) 5209 Delfinen - 15 november 1987 Modo Hockey-Leksands IF 4-1 (2-0, 1-0, 1-1) 4594 Kempehallen - 15 november 1987 Färjestads BK-HV 71 11-1 (4-0, 4-1, 3-0) 4425 Färjestads Ishall Omgång 16 - 17 november 1987 IF Björklöven-Färjestads BK 4-3 (4-2, 0-0, 0-1) 3590 Umeå ishall - 19 november 1987 Södertälje SK-Djurgårdens IF 0-2 (0-1, 0-0, 0-1) 6650 Scaniarinken - 19 november 1987 AIK-Väsby IK 5-3 (2-0, 1-3, 2-0) 4148 Johanneshovs Isstadion - 19 november 1987 Skellefteå AIK-Brynäs IF 4-5 (2-1, 1-2, 1-2) 3863 Skellefteå isstadion - 19 november 1987 Leksands IF-Luleå HF 1-5 (0-0, 1-1, 0-4) 3396 Leksands Isstadion - 19 november 1987 HV 71-Modo Hockey 5-3 (2-1, 1-2, 2-0) 4062 Rosenlundshallen Omgång 17 - 22 november 1987 Färjestads BK-Modo Hockey 3-4 (2-1, 0-3, 1-0) 4612 Färjestads Ishall - 22 november 1987 Brynäs IF-AIK 9-2 (3-1, 4-1, 2-0) 5826 Gavlerinken - 22 november 1987 Väsby IK-Södertälje SK 3-7 (1-4, 1-2, 1-1) 2353 Vilundaparkens Ishall - 22 november 1987 Djurgårdens IF-Leksands IF 6-2 (5-0, 0-1, 1-1) 9043 Johanneshovs Isstadion - 22 november 1987 Luleå HF-HV 71 5-4 (3-0, 1-1, 1-3) 5314 Delfinen - 24 november 1987 IF Björklöven-Skellefteå AIK 4-0 (1-0, 0-0, 3-0) 4537 Umeå ishall Omgång 18 - 26 november 1987 Leksands IF-Väsby IK 5-0 (0-0, 4-0, 1-0) 2694 Leksands Isstadion - 26 november 1987 Södertälje SK-Brynäs IF 2-6 (0-3, 0-0, 2-3) 5013 Scaniarinken - 26 november 1987 AIK-IF Björklöven 3-5 (1-1, 2-2, 0-2) 4414 Johanneshovs Isstadion - 26 november 1987 Skellefteå AIK-Färjestads BK 5-4 (0-2, 3-1, 2-1) 2934 Skellefteå isstadion - 26 november 1987 Modo Hockey-Luleå HF 3-2 (1-0, 0-0, 2-2) 4239 Kempehallen - 26 november 1987 HV 71-Djurgårdens IF 3-2 (1-2, 1-0, 1-0) 4618 Rosenlundshallen Omgång 19 - 29 november 1987 Skellefteå AIK-AIK 1-1 (1-1, 0-0, 0-0) 3521 Skellefteå isstadion - 29 november 1987 IF Björklöven-Södertälje SK 3-5 (0-1, 2-2, 1-2) 3150 Umeå ishall - 29 november 1987 Brynäs IF-Leksands IF 2-2 (1-0, 1-2, 0-0) 7536 Gavlerinken - 29 november 1987 Väsby IK-HV 71 3-6 (0-1, 2-4, 1-1) 1438 Vilundaparkens Ishall - 29 november 1987 Djurgårdens IF-Modo Hockey 8-3 (1-1, 5-2, 2-0) 7682 Johanneshovs Isstadion - 29 november 1987 Färjestads BK-Luleå HF 10-2 (4-1, 3-0, 3-1) 3612 Färjestads Ishall Omgång 20 - 1 december 1987 Leksands IF-IF Björklöven 4-2 (1-1, 0-1, 3-0) 3302 Leksands Isstadion - 1 december 1987 Södertälje SK-Skellefteå AIK 4-0 (1-0, 3-0, 0-0) 2774 Scaniarinken - 1 december 1987 AIK-Färjestads BK 4-3 (1-2, 0-0, 3-1) 3313 Johanneshovs Isstadion - 1 december 1987 Luleå HF-Djurgårdens IF 4-2 (2-1, 2-1, 0-0) 4916 Delfinen - 1 december 1987 Modo Hockey-Väsby IK 6-1 (2-1, 2-0, 2-0) 3504 Kempehallen - 1 december 1987 HV 71-Brynäs IF 2-2 (0-2, 2-0, 0-0) 4403 Rosenlundshallen Omgång 21 - 6 december 1987 AIK-Södertälje SK 2-4 (1-1, 0-2, 1-1) 7482 Johanneshovs Isstadion - 6 december 1987 Skellefteå AIK-Leksands IF 3-4 (2-2, 1-0, 0-2) 3489 Skellefteå isstadion - 6 december 1987 IF Björklöven-HV 71 11-7 (4-4, 4-2, 3-1) 3129 Umeå ishall - 6 december 1987 Brynäs IF-Modo Hockey 1-4 (0-1, 1-2, 0-1) 4822 Gavlerinken - 6 december 1987 Väsby IK-Luleå HF 3-5 (0-3, 2-0, 1-2) 1656 Vilundaparkens Ishall - 6 december 1987 Färjestads BK-Djurgårdens IF 0-13 (0-6, 0-5, 0-2) 5182 Färjestads Ishall Omgång 22 - 8 december 1987 Leksands IF-AIK 4-3 (0-0, 1-1, 3-2) 4595 Leksands Isstadion - 8 december 1987 Södertälje SK-Färjestads BK 3-3 (1-0, 1-3, 1-0) 4708 Scaniarinken - 8 december 1987 Djurgårdens IF-Väsby IK 8-4 (1-2, 3-0, 4-2) 4898 Johanneshovs Isstadion - 8 december 1987 Luleå HF-Brynäs IF 4-2 (3-1, 1-1, 0-0) 5045 Delfinen - 8 december 1987 Modo Hockey-IF Björklöven 3-3 (1-0, 2-2, 0-1) 5384 Kempehallen - 8 december 1987 HV 71-Skellefteå AIK 4-2 (2-0, 0-0, 2-2) 4555 Rosenlundshallen |

### Fortsättningsserien
| Datum Match Resultat Publik Spelplan Omgång 23 - 3 januari 1988 IF Björklöven-Modo Hockey 4-4 (1-2, 2-0, 1-2) 4045 Umeå ishall - 3 januari 1988 Södertälje SK-Luleå HF 4-2 (2-1, 2-1, 0-0) 4183 Scaniarinken - 3 januari 1988 Brynäs IF-HV 71 1-1 (0-0, 1-1, 0-0) 4272 Gavlerinken - 3 januari 1988 AIK-Färjestads BK 4-2 (2-1, 1-0, 1-1) 3732 Johanneshovs Isstadion - 3 januari 1988 Leksands IF-Djurgårdens IF 4-5 (1-2, 3-2, 0-1) 5615 Leksands Isstadion Omgång 24 - 6 januari 1988 Färjestads BK-Leksands IF 3-5 (1-1, 2-0, 0-4) 3663 Färjestads Ishall - 6 januari 1988 HV 71-AIK 6-3 (2-2, 1-0, 3-1) 4177 Rosenlundshallen - 6 januari 1988 Luleå HF-Brynäs IF 4-0 (0-0, 3-0, 1-0) 4706 Delfinen - 6 januari 1988 Modo Hockey-Södertälje SK 4-3 (2-2, 1-1, 1-0) 3413 Kempehallen - 6 januari 1988 Djurgårdens IF-IF Björklöven 6-2 (1-0, 1-1, 4-1) 5718 Johanneshovs Isstadion Omgång 25 - 10 januari 1988 Djurgårdens IF-Luleå HF 3-3 (0-1, 3-1, 0-1) 4744 Johanneshovs Isstadion - 10 januari 1988 IF Björklöven-HV 71 3-2 (1-0, 1-1, 1-1) 2985 Umeå ishall - 10 januari 1988 Södertälje SK-Färjestads BK 4-3 (3-1, 0-1, 1-1) 3950 Scaniarinken - 10 januari 1988 Brynäs IF-AIK 4-7 (0-2, 1-3, 3-2) 4013 Gavlerinken - 10 januari 1988 Leksands IF-Modo Hockey 4-3 (2-2, 1-1, 1-0) 3808 Leksands Isstadion Omgång 26 - 12 januari 1988 Färjestads BK-Brynäs IF 3-2 (2-1, 1-0, 0-1) 3702 Färjestads Ishall - 12 januari 1988 HV 71-Södertälje SK 4-2 (0-0, 2-1, 2-1) 3926 Rosenlundshallen - 12 januari 1988 Luleå HF-IF Björklöven 1-4 (0-0, 1-1, 0-3) 5102 Delfinen - 12 januari 1988 Modo Hockey-Djurgårdens IF 6-5 (1-1, 3-2, 2-2) 4298 Kempehallen - 12 januari 1988 AIK-Leksands IF 2-4 (0-0, 1-1, 1-3) 5558 Johanneshovs Isstadion Omgång 27 - 14 januari 1988 Färjestads BK-IF Björklöven 5-1 (2-0, 2-1, 1-0) 3904 Färjestads Ishall - 14 januari 1988 HV 71-Leksands IF 5-2 (2-1, 2-0, 1-1) 4435 Rosenlundshallen - 14 januari 1988 Luleå HF-Modo Hockey 6-4 (4-1, 0-1, 2-2) 4683 Delfinen - 14 januari 1988 Brynäs IF-Djurgårdens IF 1-7 (1-1, 0-3, 0-3) 4086 Gavlerinken - 14 januari 1988 AIK-Södertälje SK 2-5 (0-1, 1-2, 1-2) 4276 Johanneshovs Isstadion Omgång 28 - 17 januari 1988 Modo Hockey-HV 71 6-4 (3-0, 2-2, 1-2) 3561 Kempehallen - 17 januari 1988 Södertälje SK-Brynäs IF 7-2 (3-1, 2-0, 2-1) 4882 Scaniarinken - 17 januari 1988 Leksands IF-Luleå HF 3-3 (1-1, 2-1, 0-1) 3984 Leksands Isstadion - 19 januari 1988 Djurgårdens IF-Färjestads BK 6-5 (1-0, 4-3, 1-2) 5927 Johanneshovs Isstadion - 19 januari 1988 IF Björklöven-AIK 2-4 (2-2, 0-1, 0-1) 3011 Umeå ishall Omgång 29 - 21 januari 1988 Färjestads BK-Modo Hockey 8-3 (4-0, 3-2, 1-1) 4108 Färjestads Ishall - 21 januari 1988 HV 71-Luleå HF 7-5 (2-1, 2-0, 3-4) 4033 Rosenlundshallen - 21 januari 1988 Södertälje SK-Leksands IF 7-1 (3-0, 2-1, 2-0) 4765 Scaniarinken - 21 januari 1988 Brynäs IF-IF Björklöven 2-3 (1-2, 1-1, 0-0) 3006 Gavlerinken - 21 januari 1988 AIK-Djurgårdens IF 5-3 (3-1, 1-2, 1-0) 10148 Johanneshovs Isstadion Omgång 30 - 24 januari 1988 Luleå HF-Färjestads BK 6-3 (3-2, 1-0, 2-1) 4651 Delfinen - 24 januari 1988 Modo Hockey-AIK 6-5 (1-2, 3-0, 2-3) 3614 Kempehallen - 24 januari 1988 Djurgårdens IF-HV 71 7-4 (3-3, 4-0, 0-1) 4284 Johanneshovs Isstadion - 24 januari 1988 IF Björklöven-Södertälje SK 5-7 (2-2, 0-2, 3-3) 3036 Umeå ishall - 24 januari 1988 Leksands IF-Brynäs IF 4-1 (3-0, 1-1, 0-0) 4858 Leksands Isstadion Omgång 31 - 26 januari 1988 Färjestads BK-HV 71 3-5 (1-3, 2-1, 0-1) 3711 Färjestads Ishall - 26 januari 1988 IF Björklöven-Leksands IF 7-3 (3-0, 2-2, 2-1) 2903 Umeå ishall - 26 januari 1988 Södertälje SK-Djurgårdens IF 1-6 (0-1, 0-3, 1-2) 6576 Scaniarinken - 26 januari 1988 Brynäs IF-Modo Hockey 1-3 (0-1, 0-1, 1-1) 2606 Gavlerinken - 26 januari 1988 AIK-Luleå HF 3-4 (1-2, 1-1, 1-1) 4357 Johanneshovs Isstadion | Omgång 32 - 28 januari 1988 HV 71-Färjestads BK 3-3 (1-1, 1-1, 1-1) 3823 Rosenlundshallen - 28 januari 1988 Luleå HF-AIK 5-6 (1-3, 2-3, 2-0) 4255 Delfinen - 28 januari 1988 Modo Hockey-Brynäs IF 6-4 (1-3, 2-0, 3-1) 2026 Kempehallen - 28 januari 1988 Djurgårdens IF-Södertälje SK 6-2 (1-2, 3-0, 2-0) 4895 Johanneshovs Isstadion - 28 januari 1988 Leksands IF-IF Björklöven 5-4 (1-2, 3-1, 1-1) 2351 Leksands Isstadion Omgång 33 - 3 mars 1988 Färjestads BK-Luleå HF 3-0 (1-0, 1-0, 1-0) 3706 Färjestads Ishall - 3 mars 1988 HV 71-Djurgårdens IF 4-6 (1-2, 2-2, 1-2) 4018 Rosenlundshallen - 3 mars 1988 Södertälje SK-IF Björklöven 4-5 (2-1, 1-3, 1-1) 3015 Scaniarinken - 3 mars 1988 Brynäs IF-Leksands IF 5-6 (4-2, 1-4, 0-0) 4797 Gavlerinken - 3 mars 1988 AIK-Modo Hockey 6-2 (2-0, 0-1, 4-1) 3115 Johanneshovs Isstadion Omgång 34 - 6 mars 1988 Luleå HF-HV 71 2-5 (1-0, 0-2, 1-3) 4402 Delfinen - 6 mars 1988 Modo Hockey-Färjestads BK 1-4 (0-1, 1-3, 0-0) 2708 Kempehallen - 6 mars 1988 Djurgårdens IF-AIK 7-3 (3-0, 2-1, 2-2) 10023 Johanneshovs Isstadion - 6 mars 1988 IF Björklöven-Brynäs IF 3-1 (0-1, 2-0, 1-0) 2843 Umeå ishall - 6 mars 1988 Leksands IF-Södertälje SK 3-1 (0-1, 2-0, 1-0) 3203 Leksands Isstadion Omgång 35 - 10 mars 1988 Färjestads BK-Djurgårdens IF 1-1 (0-0, 1-1, 0-0) 4861 Färjestads Ishall - 10 mars 1988 HV 71-Modo Hockey 1-0 (0-0, 1-0, 0-0) 3604 Rosenlundshallen - 10 mars 1988 Luleå HF-Leksands IF 4-2 (2-0, 1-2, 1-0) 4174 Delfinen - 10 mars 1988 Brynäs IF-Södertälje SK 4-8 (3-1, 1-5, 0-2) 2165 Gavlerinken - 10 mars 1988 AIK-IF Björklöven 5-2 (2-2, 0-0, 3-0) 3203 Johanneshovs Isstadion Omgång 36 - 13 mars 1988 Modo Hockey-Luleå HF 3-4 (0-4, 2-0, 1-0) 2314 Kempehallen - 13 mars 1988 Djurgårdens IF-Brynäs IF 2-3 (0-1, 0-1, 2-1) 4248 Johanneshovs Isstadion - 13 mars 1988 IF Björklöven-Färjestads BK 2-4 (0-0, 0-1, 2-3) 3063 Umeå ishall - 13 mars 1988 Södertälje SK-AIK 6-3 (2-1, 3-0, 1-2) 5007 Scaniarinken - 13 mars 1988 Leksands IF-HV 71 7-0 (1-0, 1-0, 5-0) 3547 Leksands Isstadion Omgång 37 - 15 mars 1988 Färjestads BK-Södertälje SK 3-6 (1-2, 0-1, 2-3) 3886 Färjestads Ishall - 15 mars 1988 HV 71-IF Björklöven 6-2 (1-0, 3-1, 2-1) 3762 Rosenlundshallen - 15 mars 1988 Luleå HF-Djurgårdens IF 6-2 (1-0, 2-0, 3-2) 4783 Delfinen - 15 mars 1988 Modo Hockey-Leksands IF 3-4 (2-0, 0-3, 1-1) 2423 Kempehallen - 15 mars 1988 AIK-Brynäs IF 3-3 (1-3, 1-0, 1-0) 3124 Johanneshovs Isstadion Omgång 38 - 17 mars 1988 Djurgårdens IF-Modo Hockey 5-6 (3-2, 2-2, 0-2) 3373 Johanneshovs Isstadion - 17 mars 1988 IF Björklöven-Luleå HF 4-3 (2-1, 1-1, 1-1) 2740 Umeå ishall - 17 mars 1988 Södertälje SK-HV 71 7-4 (2-1, 3-2, 2-1) 2256 Scaniarinken - 17 mars 1988 Brynäs IF-Färjestads BK 4-5 (1-2, 2-3, 1-0) 2049 Gavlerinken - 17 mars 1988 Leksands IF-AIK 5-3 (2-1, 0-2, 3-0) 2785 Leksands Isstadion Omgång 39 - 20 mars 1988 Färjestads BK-AIK 4-8 (2-1, 0-4, 2-3) 3976 Färjestads Ishall - 20 mars 1988 HV 71-Brynäs IF 4-4 (3-2, 1-1, 0-1) 3890 Rosenlundshallen - 20 mars 1988 Luleå HF-Södertälje SK 4-5 (2-0, 0-2, 2-3) 4647 Delfinen - 20 mars 1988 Modo Hockey-IF Björklöven 2-3 (0-0, 2-0, 0-3) 3195 Kempehallen - 20 mars 1988 Djurgårdens IF-Leksands IF 6-7 (1-2, 2-2, 3-3) 5153 Johanneshovs Isstadion Omgång 40 - 24 mars 1988 IF Björklöven-Djurgårdens IF 4-1 (2-0, 1-1, 1-0) 3179 Umeå ishall - 24 mars 1988 Södertälje SK-Modo Hockey 4-2 (0-2, 2-0, 2-0) 3391 Scaniarinken - 24 mars 1988 Brynäs IF-Luleå HF 4-4 (0-1, 2-1, 2-2) 2347 Gavlerinken - 24 mars 1988 AIK-HV 71 6-1 (2-1, 2-0, 2-0) 5753 Johanneshovs Isstadion - 24 mars 1988 Leksands IF-Färjestads BK 5-4 (2-0, 2-1, 1-3) 3371 Leksands Isstadion |